# Malakitglansrygg
Malakitglansrygg (Aglaeactis pamela) är en fågel i familjen kolibrier.

## Utbredning och systematik
Malakitglansryggen förekommer i Anderna i västra Bolivia (La Paz och Cochabamba). Den behandlas som monotypisk, det vill säga att den inte delas in i några underarter.

## Status
IUCN kategoriserar arten som livskraftig.